# Coupe nordique de futsal
La Coupe nordique de futsal est un championnat du futsal des pays nordiques organisé par l'UEFA.

## Histoire
La première édition débute du 4 au 7 décembre 2013, au Danemark dans la ville de  Nykøbing Falster, réunissant les Pays nordiques du Danemark, de la Finlande, de la Norvège et de la Suède.
La première édition est remportée par la Suède.
La seconde édition commence du 4 au 7 décembre 2014, en Finlande dans les villes de Hyvinkää est de Tampere, réunissant les Pays nordiques du Danemark, de la Finlande, de la Norvège et de la Suède.
La seconde édition est remportée par la Finlande, succédant ainsi à la Suède.
La troisième édition débute du 30 novembre au 4 décembre 2016, en Suède dans les villes de Jönköping est de Skövde, réunissant les Pays nordiques, pour cette nouvelle édition, le Groenland devient le cinquième membre à participer au tournoi.
La troisième édition est remportée par la Finlande, remportant ainsi son second titre de champion de futsal nordique.
La quatrième édition débute du 5 décembre au 9 décembre 2017, en Norvège dans la ville de Trondheim, réunissant les Pays nordiques, pour cette quatrième édition la Finlande remporte pour la troisième fois la compétition.
La cinquième édition est remportée par la Finlande pour la quatrième fois,.
La Coupe nordique de futsal 2020 qui aurait dû être la septième édition a été annulée en raison de la pandémie de maladie à coronavirus, le tournoi est reporté en 2021 dans la ville de Nuuk au Groenland.

## Palmarès
| N° | Année | Lieu             | Champion | Finaliste | Troisième | Quatrième | Cinquième |
| 1  | 2013  | Nykøbing Falster | Suède    | Norvège   | Finlande  | Danemark  | N/A       |
| 2  | 2014  | Hyvinkää/Tampere | Finlande | Norvège   | Suède     | Danemark  | N/A       |
| 3  | 2016  | Jönköping/Skövde | Finlande | Suède     | Danemark  | Norvège   | Groenland |
| 4  | 2017  | Trondheim        | Finlande | Danemark  | Norvège   | Suède     | Groenland |
| 5  | 2018  | Ringkøbing       | Finlande | Suède     | Danemark  | Norvège   | Groenland |
| 6  | 2019  | Turku            | Finlande | Norvège   | Suède     | Groenland | Danemark  |
| 7  | 2021  | Karlskrona       | Norvège  | Suède     | Danemark  | Groenland | N/A       |
| 8  | 2022  | Sandefjord       | Suède    | Norvège   | Danemark  | Allemagne | N/A       |
| 9  | 2023  |                  |          |           |           |           |           |

## Bilan par nation
| Équipe    | J  | V  | N | D  | BM  | BE  | DB  | Pts |
| --------- | -- | -- | - | -- | --- | --- | --- | --- |
| Finlande  | 22 | 19 | 1 | 2  | 92  | 32  | +60 | 58  |
| Suède     | 29 | 14 | 4 | 11 | 100 | 84  | +16 | 48  |
| Norvège   | 29 | 12 | 2 | 11 | 71  | 74  | -3  | 40  |
| Danemark  | 29 | 9  | 5 | 15 | 84  | 101 | -17 | 29  |
| Groenland | 19 | 2  | 3 | 14 | 41  | 99  | -58 | 11  |
| Allemagne | 4  | 1  | 1 | 2  | 11  | 14  | -3  | 4   |

## Meilleur buteur du tournoi par édition
| Joueuse                               | Buts | Sél. | Année |
| ------------------------------------- | ---- | ---- | ----- |
| Kévin Jørgensen                       | 6    | 3    | 2013  |
| Stian Sortevik Panu Autio             | 3    | 3    | 2014  |
| Miika Hosio                           | 3    | 4    | 2016  |
| Miika Hosio                           | 5    | 4    | 2017  |
| Petrit Zhubi Jukka Kytölä             | 4    | 4    | 2018  |
| Adnan Cirak                           | 6    | 4    | 2019  |
| Lars Erik Reimer Emil Scott Rasmussen | 3    | 3    | 2021  |

## Liste des fédérations membres
| Membres    |
| Finlande   |
| Suède      |
| Danemark   |
| Norvège    |
| Islande    |
| îles Féroé |
| Groenland  |